# Rattevalle
De Rattevalle is een gehuchtje in de Belgische gemeente Middelkerke. Het gehucht ligt in de Polders langs het Kanaal Plassendale-Nieuwpoort. Het bestaat uit enkele huizen rond de Rattevallebrug over deze vaart, op het kruispunt van de weg langs het kanaal en de weg naar het polderdorpje Mannekensvere.
Op de 18de-eeuwse Cassinikaart staat "Pont de Rateval" reeds aangeduid, met iets westelijker langs het kanaal het "Sas de Rateval". Ook de Ferrariskaart uit de jaren 1770 toont de "Pont Rattevalle".

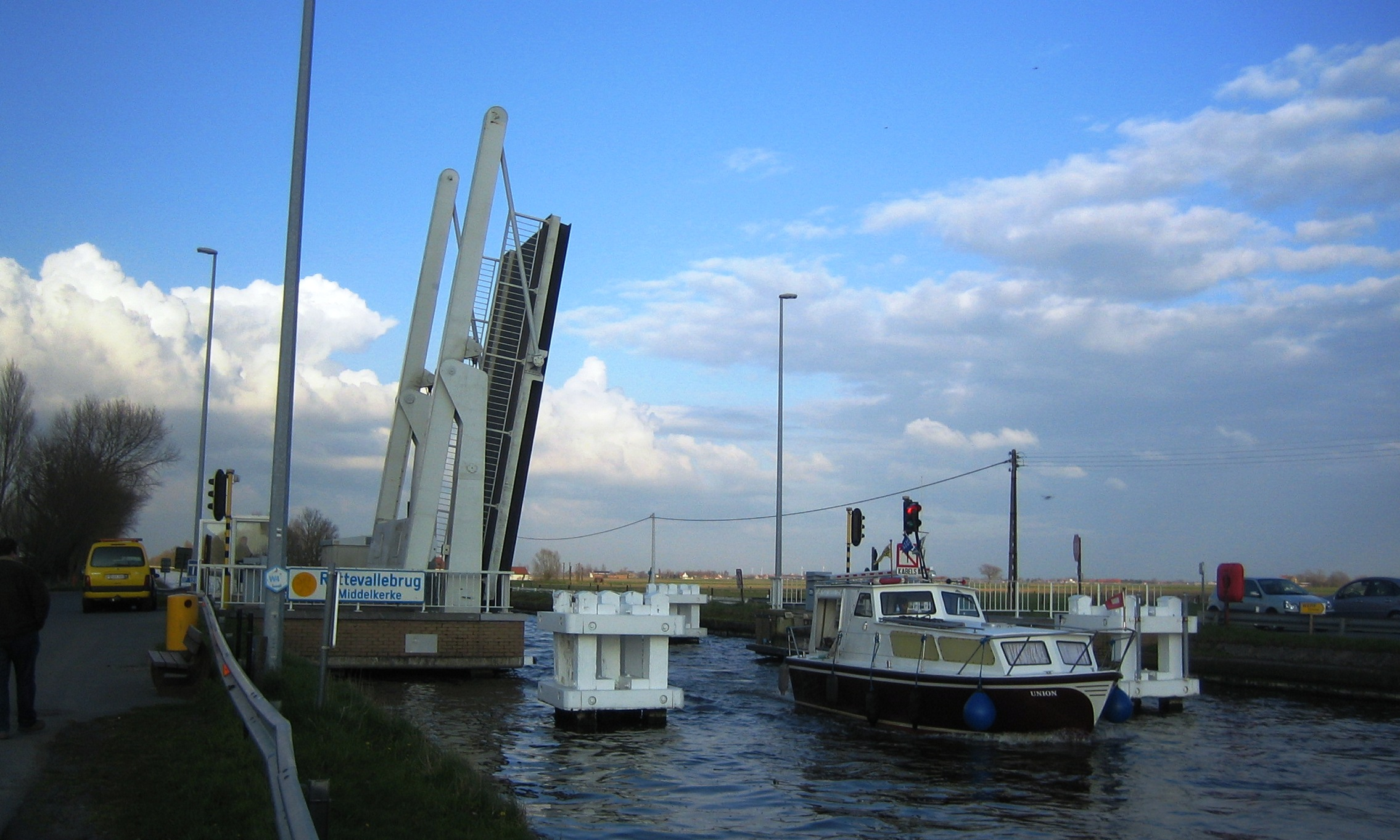
De Rattevallebrug